# 郭德宏
郭德宏（1942年3月—2019年10月22日），男，山东昌邑人。中国当代史学家。中共中央党校中共党史教研部教授，中国现代史学会会长。

## 生平
1942年生。山东昌邑奎聚街道黄家辛庄人。1959年和1962年分别毕业于昌邑一中初中部、高中部。1967年毕业于山东大学历史系。此后历任中共中央党史研究室第一研究部主任、中共中央党校中共党史教研部教授、博士生导师等职，兼任中国现代史学会会长、《党史研究与教学》杂志名誉主编等职。2019年10月22日在北京逝世，享年77岁。

## 出版物
主要著作有《中国近现代农民土地问题研究》、《王明年谱》、《中华民族抗日战争史》（主编之一）、《红军长征史》（主编之一）、《中国马克思主义发展史》（主编）、《中国共产党的历程》（主编）等，并参与编写《中国共产党的七十年》、《毛泽东思想基本问题》（主编之一）等。代表性论文有《旧中国土地占有状况及发展趋势》、《关于深化中共党史研究的几点思考和建议》、《社会史研究与中国现代史》、《论抗日战争史研究中的若干重大问题》、《论民众史观》等。